# Beer Imre
Beer Imre (álneve: dr. Goryan Oszkár) (Zenta, 1905. február 20. – Szovjetunió/Szaratov, 1942. augusztus) orvos, sebész, pártaktivista.

## Életpályája
Egy szegény kispolgári család hat gyermeke közül ő volt az egyetlen fiú. A középiskola elvégzése után a Bécsi Egyetemen orvosi tanulmányokat folytatott. Bécsben kapott orvosi diplomát. Fiatalon kapcsolatba került a munkásmozgalommal és 1924-től az illegális Magyar Kommunista Párt tagja volt. Az egyetem elvégzése után fél évig orvosként dolgozott a Jugoszláv Királyság hadseregében, sorkatonai szolgálatot teljesített, majd Berlinbe ment. 1932-ben a Szovjetunióba menekült. 1936-tól a spanyol köztársaság támogatására a XV. hadosztály orvosaként őrnagyi rangban szolgált. 1939. február 9-én az utolsók között hagyta el Spanyolországot. Franciaországba lépve egy táborba internálták, de 1939. végén mégis sikerült visszatérnie a Szovjetunióba. Moszkvában, a Spanyolországban szerzett gazdag tapasztalatait felhasználva, egy sürgősségi klinika sebészeti osztályán dolgozott. Amikor a náci Németország 1941-ben megszállta a Szovjetuniót, önként jelentkezett frontszolgálatra. 1941. július 7-én letartóztatták. A katonai bíróság 1942. július 4-én ejtette az ellene felhozott vádakat, de ennek ellenére koncentrációs táborba internálták, ahol 1942 augusztusában meghalt.

### Munkássága
Sebészorvosként kiváló munkát végzett Spanyolországban. A harctéren írásba foglalta a háború orvosi tapasztalatait, amely könyvalakban a Szovjetunióban látott napvilágot.  A Szovjetunióban először a spanyol menekültek között végzett orvosi munkát, majd a moszkvai baleseti kórházba került. A sztálini törvénytelenségek áldozata lett.